# Bryce Lawrence
Bryce Lawrence (Tauranga, 23 dicembre 1970) è un arbitro di rugby a 15 neozelandese, dal 2005 internazionale e presente nei quadri tecnici del SANZAR.

## Biografia
Proveniente da Tauranga, nella Baia dell'Abbondanza, Lawrence iniziò la carriera arbitrale nel 1994 sulle orme di suo padre, anch'egli direttore di gara internazionale; nel 1997 iniziò a dirigere in Currie Cup.
Già insegnante, divenne arbitro professionista e nel 2005 fu inserito nei quadri tecnici del Super 14 (primo incontro diretto in tale torneo, quello tra Crusaders e Chiefs).
A livello di test match internazionali, nel 2008 Lawrence esordì sia nel Sei Nazioni (Galles - Scozia a Cardiff) che nel Tri Nations (Australia - Sudafrica a Perth), torneo che vide schierati solo arbitri del SANZAR, allo scopo di applicare in tale torneo le regole sperimentali dell'Emisfero Sud sperimentate in stagione nel Super 14.
Selezionato dall'International Rugby Board per dirigere il primo dei tre test match con il Sudafrica previsti nel Tour 2009 dei British and Irish Lions, ricevette critiche dalla stampa britannica per una direzione di gara troppo permissiva verso il gioco giudicato violento dei sudafricani e per avere, nel corso del secondo match in cui era giudice di linea, mal consigliato l'arbitro francese Christophe Berdos su un fallo grave di Schalk Burger, non sanzionato con l'espulsione (dita negli occhi dell'avversario Luke Fitzgerald durante una mischia); più generalmente fu giudicato inadatto ad arbitrare incontri internazionali di alto livello; comunque, l'arbitro neozelandese fu impiegato nuovamente nel Tri Nations 2009: il 29 agosto a Perth ha diretto l'incontro tra Australia e Sudafrica.
Nel corso del Sei Nazioni 2011 è stato il direttore di gara della prima vittoria dell'Italia sulla Francia nel torneo.